# دورتی فیلیپس
دورتی فیلیپس (انگلیسی: Dorothy Phillips؛ ۳۰ اکتبر ۱۸۸۹ – ۱ مارس ۱۹۸۰) هنرپیشه اهل ایالات متحده آمریکا بود.

## گزیده فیلمشناسی
- علامت قابیل (۱۹۱۶)
- خانه عروسک (۱۹۱۷)
- عملیات نجات (۱۹۱۷)
- خانم پارکینگتون (۱۹۴۴)
- پستچی همیشه دو بار زنگ می‌زند (۱۹۴۶)
- پدر عروس (۱۹۵۰)
- مردی که لیبرتی والانس را کشت (۱۹۶۲)

## نگارخانه

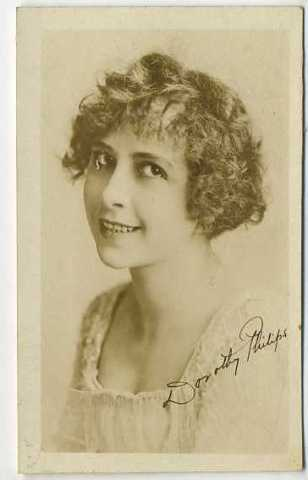